# Большаков, Алексей Алексеевич (художник)
Алексей Алексеевич Большаков (22 марта 1922, Петроград — 14 мая 2014, Великие Луки, Псковская область) — советский и российский живописец, заслуженный художник Российской Федерации. Участник Великой Отечественной войны, старший лейтенант.

## Биография
Алексей Алексеевич Большаков родился 22 марта 1922 года в городе Петрограде, ныне город Санкт-Петербург. Семья жила на Васильевском острове. Мать преподавала русский язык иностранцам.
Окончил среднюю художественную школу при Академии художеств, поступил в Ленинградский институт живописи, скульптуры и архитектуры Академии художеств СССР, но успел окончить лишь один курс. 
В июле 1941 года призван Василеостровским РВК города Ленинграда в Рабоче-крестьянскую Красную Армию. 
В 1942 году вступил в ВЛКСМ.
Пройдя ускоренное обучение в пехотном училище в офицерском звании был направлен в действующую армию, в район Велижа, на Смоленщину. Командовал взводом, служил и в штабе батальона. Командир стрелкового взвода 1117-го стрелкового полка 332-й стрелковой дивизии 4-й Ударной армии Большаков освобождал южные районы Псковской области. Закончил войну под Кёнигсбергом. Демобилизован 19 февраля 1946 года, старший лейтенант.
В послевоенное время несколько лет работал на разных предприятиях и учреждениях в Литовской ССР, в том числе художником-декоратором Театра оперы и балета Литовской ССР.
В 1952 году переехал в город Великие Луки, где поступил на работу в только что открывшиеся художественные мастерские. Здесь им были написаны картины: «Лес» (1955 г.), «На рыбалке!» (1959 г.), «Плотина в опасности», серия картин «Старая Ладога», «Подрыв Савкинского моста» (1958 г.), «Разгром немцев под Ушицами». За написанную на основе реальных событий картину «Забытый» едва не был привлечен к уголовной ответственности по 58-й статье УК РСФСР.
Активно участвовал в творческом оформлении ряда знаковых мест Великих Лук: городского братского воинского кладбища, в подготовке празднования 800-летия первого упоминания Великих Лук в отечественных летописях (историческая картина «Городище»), в панорамном оформлении экспозиции музея.
Проживая много лет в деревне Харино-Бор Вязовской волости Новосокольнического района Псковской области, написал более трех тысяч картин.
Член Союза художников России.
Алексей Алексеевич Большаков умер 14 мая 2014 года в городе Великие Луки Псковской области. Похоронен <где?>.

## Награды и звания
- Заслуженный художник Российской Федерации, 13 октября 1998 года
- Орден Красной Звезды, 27 января 1944 года[2]
- Орден Отечественной войны I степени, 6 апреля 1985 года[3]
- Орден Отечественной войны II степени, 13 августа 1944 года[4]
- Почётный гражданин города Новосокольники (Псковская область), 2006 год[5].
- Муниципальное бюджетное учреждение дополнительного образования «Детская художественная школа имени А.А. Большакова», город Великие Луки; имя присвоено в 2006 году

## Память
- Мемориальная доска на здании МБУ ДО «Детская художественная школа имени А.А. Большакова», отурыта 22 августа 2016 года, Псковская область, город Великие Луки, ул. Лизы Чайкиной, 18 — 56°20′56″ с. ш. 30°30′40″ в. д.HGЯO[6]

## Семья
Жена Анна Гурьевна.